# Villar-d'Arêne
Villar-d'Arêne är en kommun i departementet Hautes-Alpes i regionen Provence-Alpes-Côte d'Azur i sydöstra Frankrike. Kommunen ligger  i kantonen La Grave som ligger i arrondissementet Briançon. År 2022 hade Villar-d'Arêne 290 invånare.

## Befolkningsutveckling
Antalet invånare i kommunen Villar-d'Arêne
Referens:INSEE

## Galleri

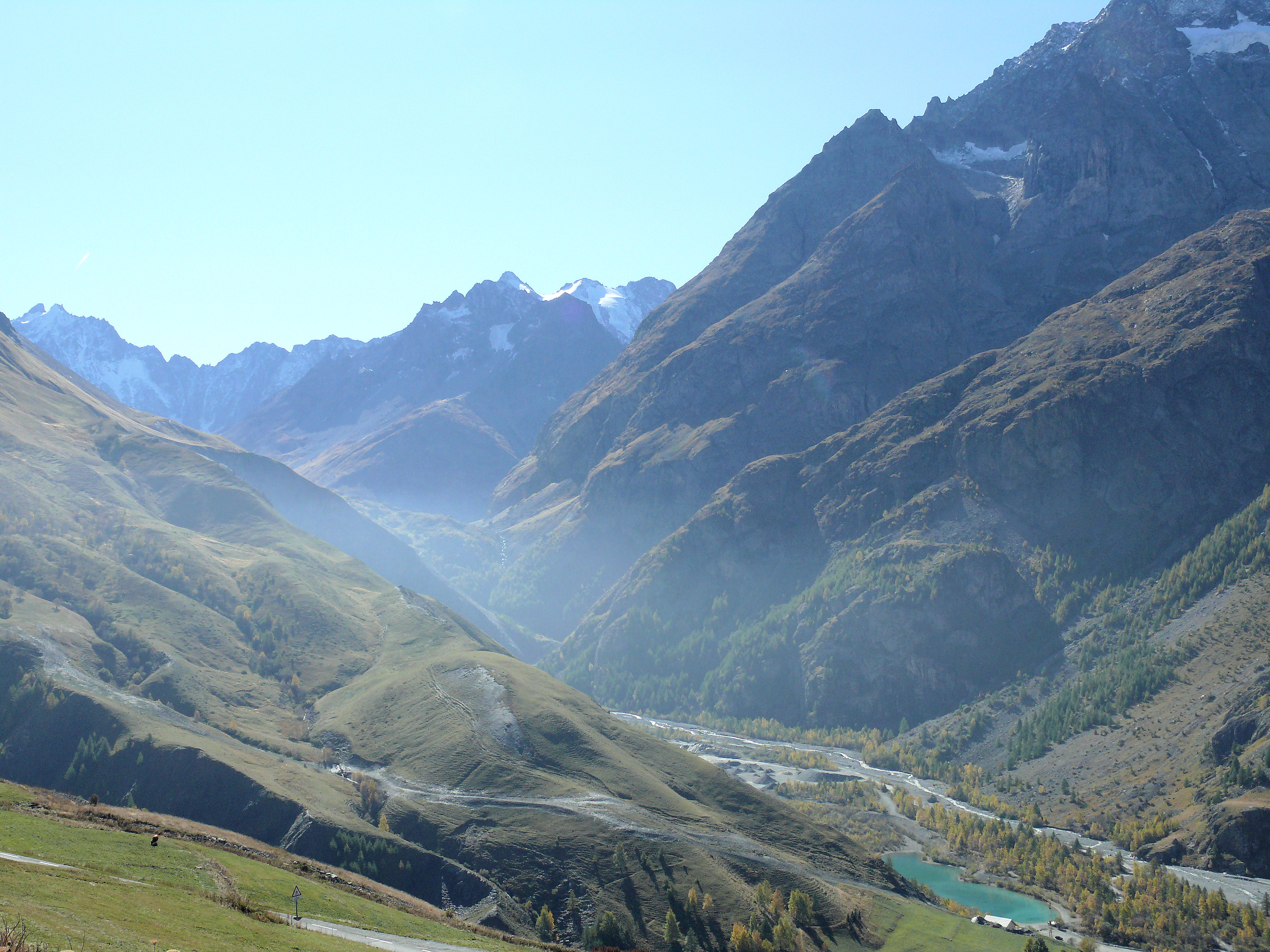
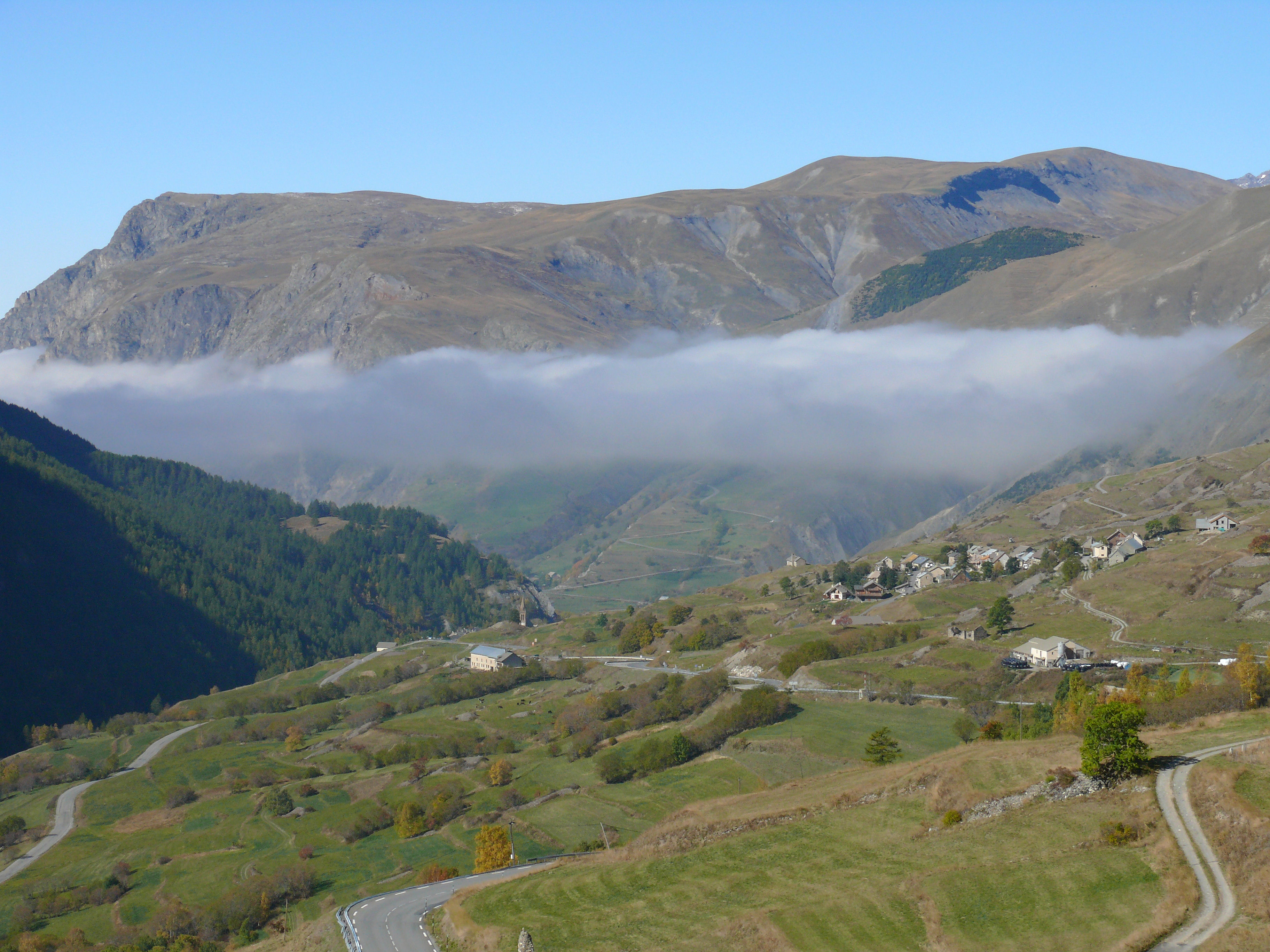
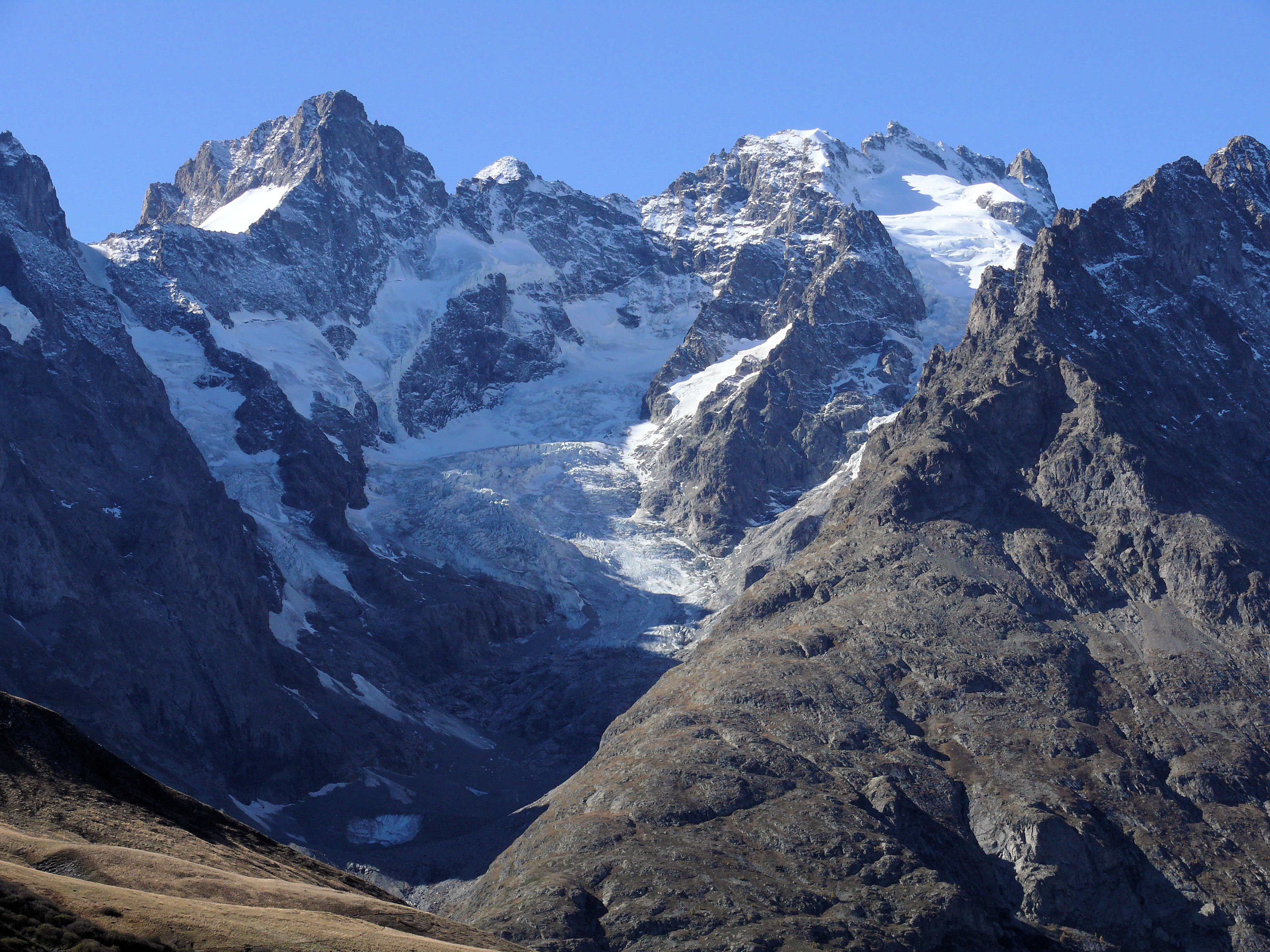